# ISU Grand Prix w łyżwiarstwie figurowym 2013/2014
ISU Grand Prix w łyżwiarstwie figurowym 2013/2014 – 19. edycja zawodów w łyżwiarstwie figurowym. Zawodnicy podczas sezonu wystąpili w siedmiu zawodach cyklu rozgrywek. Rywalizacja rozpoczęła się w Detroit 18 października, a zakończyła w japońskiej Fukuoce finałem Grand Prix, który odbył się w dniach 5–8 grudnia 2013 roku.

## Kalendarium zawodów
| Lp. | Data                    | Miejsce    | Zawody                     | Źr. |
| --- | ----------------------- | ---------- | -------------------------- | --- |
| 1   | 18–20 października 2013 | Detroit    | Skate America              |     |
| 2   | 25–27 października 2013 | Saint John | Skate Canada International |     |
| 3   | 1–3 listopada 2013      | Pekin      | Cup of China               |     |
| 4   | 8–10 listopada 2013     | Tokio      | NHK Trophy                 |     |
| 5   | 15–17 listopada 2013    | Paryż      | Trophée Éric Bompard       |     |
| 6   | 22–24 listopada 2013    | Moskwa     | Rostelecom Cup             |     |
| 7   | 5–8 grudnia 2013        | Fukuoka    | Finał Grand Prix           |     |

## Medaliści

### Soliści
| Zawody                     | 1. miejsce        | 2. miejsce    | 3. miejsce       | Źr.   |
| -------------------------- | ----------------- | ------------- | ---------------- | ----- |
| Skate America              | Tatsuki Machida   | Adam Rippon   | Max Aaron        | [ 1 ] |
| Skate Canada International | Patrick Chan      | Yuzuru Hanyū  | Nobunari Oda     | [ 2 ] |
| Cup of China               | Yan Han           | Maksim Kowtun | Takahiko Kozuka  | [ 3 ] |
| NHK Trophy                 | Daisuke Takahashi | Nobunari Oda  | Jeremy Abbott    | [ 4 ] |
| Trophée Éric Bompard       | Patrick Chan      | Yuzuru Hanyū  | Jason Brown      | [ 5 ] |
| Rostelecom Cup             | Tatsuki Machida   | Maksim Kowtun | Javier Fernández | [ 6 ] |
| Finał Grand Prix           | Yuzuru Hanyū      | Patrick Chan  | Nobunari Oda     | [ 7 ] |

### Solistki
| Zawody                     | 1. miejsce      | 2. miejsce        | 3. miejsce       | Źr.    |
| -------------------------- | --------------- | ----------------- | ---------------- | ------ |
| Skate America              | Mao Asada       | Ashley Wagner     | Jelena Radionowa | [ 8 ]  |
| Skate Canada International | Julija Lipnicka | Akiko Suzuki      | Gracie Gold      | [ 9 ]  |
| Cup of China               | Anna Pogoriła   | Adelina Sotnikowa | Carolina Kostner | [ 10 ] |
| NHK Trophy                 | Mao Asada       | Jelena Radionowa  | Akiko Suzuki     | [ 11 ] |
| Trophée Éric Bompard       | Ashley Wagner   | Adelina Sotnikowa | Anna Pogoriła    | [ 12 ] |
| Rostelecom Cup             | Julija Lipnicka | Carolina Kostner  | Mirai Nagasu     | [ 13 ] |
| Finał Grand Prix           | Mao Asada       | Julija Lipnicka   | Ashley Wagner    | [ 14 ] |

### Pary sportowe
| Zawody                     | 1. miejsce                         | 2. miejsce                              | 3. miejsce                              | Źr.    |
| -------------------------- | ---------------------------------- | --------------------------------------- | --------------------------------------- | ------ |
| Skate America              | Tetiana Wołosożar / Maksim Trańkow | Kirsten Moore-Towers / Dylan Moscovitch | Ksienija Stołbowa / Fiodor Klimow       | [ 15 ] |
| Skate Canada International | Stefania Berton / Ondřej Hotárek   | Sui Wenjing / Han Cong                  | Meagan Duhamel / Eric Radford           | [ 16 ] |
| Cup of China               | Alona Sawczenko / Robin Szolkowy   | Pang Qing / Tong Jian                   | Peng Cheng / Zhang Hao                  | [ 17 ] |
| NHK Trophy                 | Tetiana Wołosożar / Maksim Trańkow | Peng Cheng / Zhang Hao                  | Sui Wenjing / Han Cong                  | [ 18 ] |
| Trophée Éric Bompard       | Pang Qing / Tong Jian              | Meagan Duhamel / Eric Radford           | Caydee Denney / John Coughlin           | [ 19 ] |
| Rostelecom Cup             | Alona Sawczenko / Robin Szolkowy   | Wiera Bazarowa / Jurij Łarionow         | Kirsten Moore-Towers / Dylan Moscovitch | [ 20 ] |
| Finał Grand Prix           | Alona Sawczenko / Robin Szolkowy   | Tetiana Wołosożar / Maksim Trańkow      | Pang Qing / Tong Jian                   | [ 21 ] |

### Pary taneczne
| Zawody                     | 1. miejsce                             | 2. miejsce                             | 3. miejsce                         | Źr.    |
| -------------------------- | -------------------------------------- | -------------------------------------- | ---------------------------------- | ------ |
| Skate America              | Meryl Davis / Charlie White            | Anna Cappellini / Luca Lanotte         | Maia Shibutani / Alex Shibutani    | [ 22 ] |
| Skate Canada International | Tessa Virtue / Scott Moir              | Kaitlyn Weaver / Andrew Poje           | Madison Hubbell / Zachary Donohue  | [ 23 ] |
| Cup of China               | Nathalie Péchalat / Fabian Bourzat     | Jekatierina Bobrowa / Dmitrij Sołowjow | Madison Chock / Evan Bates         | [ 24 ] |
| NHK Trophy                 | Meryl Davis / Charlie White            | Anna Cappellini / Luca Lanotte         | Maia Shibutani / Alex Shibutani    | [ 25 ] |
| Trophée Éric Bompard       | Tessa Virtue / Scott Moir              | Jelena Iljinych / Nikita Kacałapow     | Nathalie Péchalat / Fabian Bourzat | [ 26 ] |
| Rostelecom Cup             | Jekatierina Bobrowa / Dmitrij Sołowjow | Kaitlyn Weaver / Andrew Poje           | Madison Chock / Evan Bates         | [ 27 ] |
| Finał Grand Prix           | Meryl Davis / Charlie White            | Tessa Virtue / Scott Moir              | Nathalie Péchalat / Fabian Bourzat | [ 28 ] |

## Klasyfikacje punktowe
| Miejsce w zawodach | Liczba punktów                 | Liczba punktów |
| Miejsce w zawodach | Soliści Solistki Pary taneczne | Pary sportowe  |
| ------------------ | ------------------------------ | -------------- |
| 1.                 | 15                             | 15             |
| 2.                 | 13                             | 13             |
| 3.                 | 11                             | 11             |
| 4.                 | 9                              | 9              |
| 5.                 | 7                              | 7              |
| 6.                 | 5                              | 5              |
| 7.                 | 4                              | —              |
| 8.                 | 3                              | —              |

Awans do finału Grand Prix zdobywa 6 najlepszych zawodników/par w każdej z konkurencji.
| Poz.                                           | Zawodnik                                       | Punkty                                         |
| Miejsca 1–6: kwalifikacja do Finału Grand Prix | Miejsca 1–6: kwalifikacja do Finału Grand Prix | Miejsca 1–6: kwalifikacja do Finału Grand Prix |
| ---------------------------------------------- | ---------------------------------------------- | ---------------------------------------------- |
| 1                                              | Patrick Chan                                   | 30                                             |
| 2                                              | Tatsuki Machida                                | 30                                             |
| 3                                              | Yuzuru Hanyū                                   | 26                                             |
| 4                                              | Maksim Kowtun                                  | 26                                             |
| 5                                              | Daisuke Takahashi                              | 24                                             |
| 6                                              | Yan Han                                        | 24                                             |
| Miejsca 7–9: rezerwa do Finału Grand Prix      |                                                |                                                |
| 7                                              | Nobunari Oda                                   | 24                                             |
| 8                                              | Adam Rippon                                    | 22                                             |
| 9                                              | Jason Brown                                    | 18                                             |

| Poz.                                           | Zawodniczka                                    | Punkty                                         |
| Miejsca 1–6: kwalifikacja do Finału Grand Prix | Miejsca 1–6: kwalifikacja do Finału Grand Prix | Miejsca 1–6: kwalifikacja do Finału Grand Prix |
| ---------------------------------------------- | ---------------------------------------------- | ---------------------------------------------- |
| 1                                              | Mao Asada                                      | 30                                             |
| 2                                              | Julija Lipnicka                                | 30                                             |
| 3                                              | Ashley Wagner                                  | 28                                             |
| 4                                              | Anna Pogoriła                                  | 26                                             |
| 5                                              | Adelina Sotnikowa                              | 26                                             |
| 6                                              | Jelena Radionowa                               | 24                                             |
| Miejsca 7–9: rezerwa do Finału Grand Prix      |                                                |                                                |
| 7                                              | Akiko Suzuki                                   | 24                                             |
| 8                                              | Carolina Kostner                               | 24                                             |
| 9                                              | Gracie Gold                                    | 20                                             |

| Poz.                                           | Zawodnicy                                      | Punkty                                         |
| Miejsca 1–6: kwalifikacja do Finału Grand Prix | Miejsca 1–6: kwalifikacja do Finału Grand Prix | Miejsca 1–6: kwalifikacja do Finału Grand Prix |
| ---------------------------------------------- | ---------------------------------------------- | ---------------------------------------------- |
| 1                                              | Tetiana Wołosożar / Maksim Trańkow             | 30                                             |
| 2                                              | Alona Sawczenko / Robin Szolkowy               | 30                                             |
| 3                                              | Pang Qing / Tong Jian                          | 28                                             |
| 4                                              | Kirsten Moore-Towers / Dylan Moscovitch        | 24                                             |
| 5                                              | Meagan Duhamel / Eric Radford                  | 24                                             |
| 6                                              | Peng Cheng / Zhang Hao                         | 24                                             |
| Miejsca 7–9: rezerwa do Finału Grand Prix      |                                                |                                                |
| 7                                              | Sui Wenjing / Han Cong                         | 24                                             |
| 8                                              | Stefania Berton / Ondřej Hotárek               | 22                                             |
| 9                                              | Wiera Bazarowa / Jurij Łarionow                | 22                                             |

| Poz.                                           | Zawodnicy                                      | Punkty                                         |
| Miejsca 1–6: kwalifikacja do Finału Grand Prix | Miejsca 1–6: kwalifikacja do Finału Grand Prix | Miejsca 1–6: kwalifikacja do Finału Grand Prix |
| ---------------------------------------------- | ---------------------------------------------- | ---------------------------------------------- |
| 1                                              | Meryl Davis / Charlie White                    | 30                                             |
| 2                                              | Tessa Virtue / Scott Moir                      | 30                                             |
| 3                                              | Jekatierina Bobrowa / Dmitrij Sołowjow         | 28                                             |
| 4                                              | Nathalie Péchalat / Fabian Bourzat             | 26                                             |
| 5                                              | Kaitlyn Weaver / Andrew Poje                   | 26                                             |
| 6                                              | Anna Cappellini / Luca Lanotte                 | 26                                             |
| Miejsca 7–9: rezerwa do Finału Grand Prix      |                                                |                                                |
| 7                                              | Jelena Iljinych / Nikita Kacałapow             | 22                                             |
| 8                                              | Maia Shibutani / Alex Shibutani                | 22                                             |
| 9                                              | Madison Chock / Evan Bates                     | 22                                             |